# 法吉村
法吉村（ほっきむら）は、島根県八束郡にあった村。現在の松江市東奥谷町、春日町、黒田町、国屋町、堂形町（一部）、比津町、法吉町、砂子町、外中原町（一部）、西川津町（一部）にあたる。

## 地理
- 湖沼：宍道湖[1]
- 山岳：白鹿山[1]

## 歴史
- 1889年（明治22年）4月1日、町村制の施行により、島根郡法吉村、春日村、黒田村、国屋村、比津村、奥谷村（一部）、末次村（一部）が合併して村制施行し、法吉村が発足[1][2]。
- 1896年（明治29年）4月1日、郡の統合により八束郡に所属[2]。
- 1948年（昭和23年）10月10日、松江市に編入され廃止[1][2]。

### 地名の由来
『出雲国風土記』記載の法吉郷による。

## 産業
- 農業[1]

## 交通

### 鉄道
- 1928年（昭和3年）一畑電鉄全線開通、北松江駅（松江温泉駅を経て現松江しんじ湖温泉駅）開設[1]。